# Jean-François Dandrieu

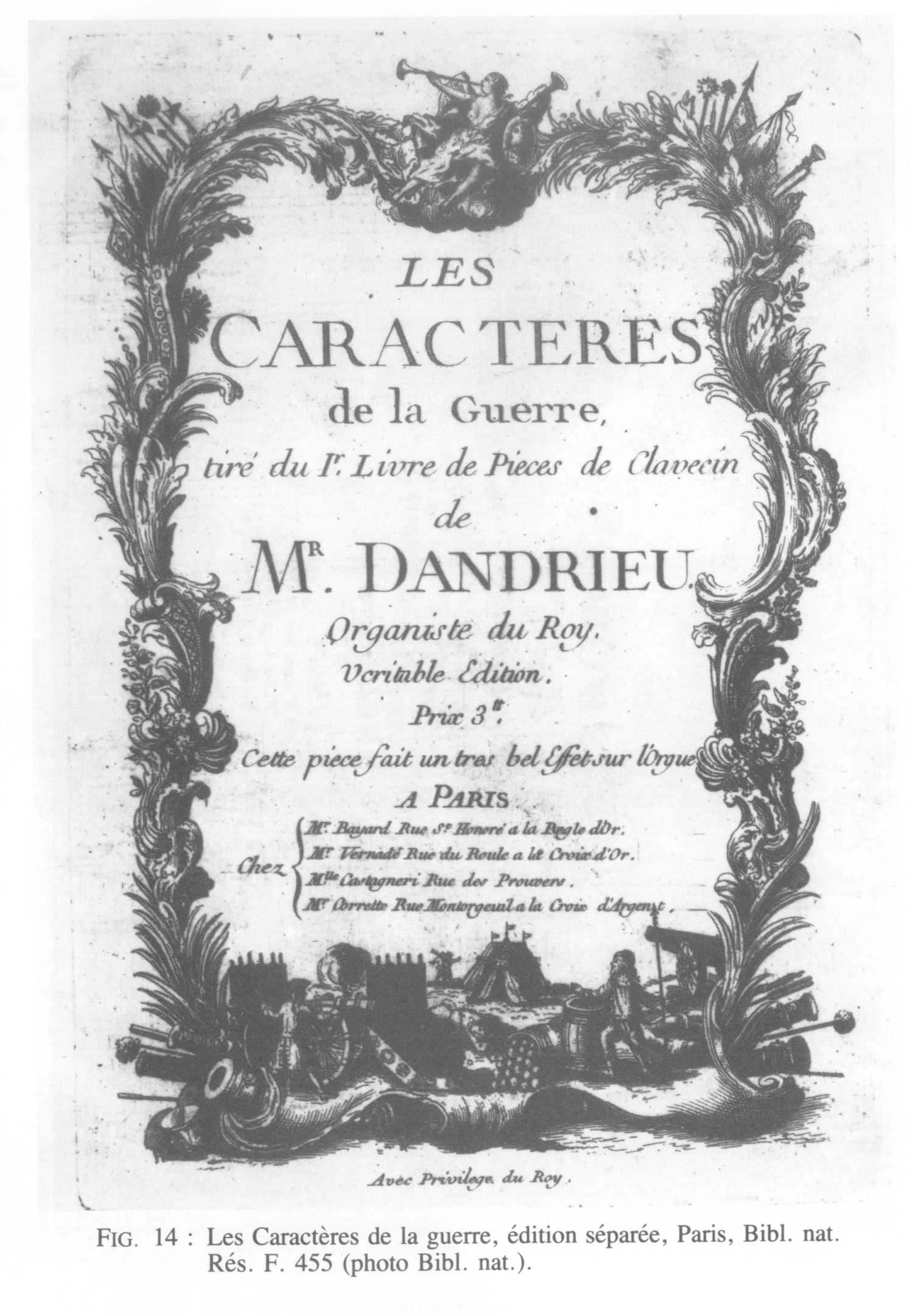
Jean François Dandrieu:Les Caractères de la Guerre

Jean François Dandrieu (ur. 1682 w Paryżu, zm. 17 stycznia 1738 tamże) – francuski kompozytor epoki baroku, organista i klawesynista.
Urodził się w Paryżu w rodzinie artystycznej. Jako cudowne dziecko dał pierwszy koncert w wieku pięciu lat, grając na klawesynie dla Ludwika XIV.

## Dzieła
- Livre de Sonates en Trio, (1705)
- Les Caractères de la Guerre, koncerty (1718, wersja zmieniona w 1733)
- Dwie Livres de Sonates à violon seul (1710 i 1720)
- Trzy małe (1705) i trzy duże kolekcje na klawesyn: (1724, 1728 i 1734)

## Posłuchaj
| (audio)                                      | \| (info) \| \| \| \| (info) \| \| \| \| (info) \| \| \| \| (info) \| \| \| \| (info) \| \| \| \| (info) \| \| \| \| Problem ze ściągnięciem pliku? Zobacz pomoc. \| |
| (info)                                       | |
|                                              | |
| (info)                                       | |
|                                              | |
| (info)                                       | |
|                                              | |
| (info)                                       | |
|                                              | |
| (info)                                       | |
|                                              | |
| (info)                                       | |
|                                              | |
| Problem ze ściągnięciem pliku? Zobacz pomoc. | |